# Glenburn (Victoria)
Glenburn is een plaats in de Australische deelstaat Victoria. In 2006 telde Glenburn 179 inwoners.